# Zoltán Fazekaš
Zoltán Fazekaš (5. září 1916 Košice – ?) byl slovenský fotbalový útočník a trenér.

## Hráčská kariéra
V československé lize hrál za Viktoriu Plzeň a Jednotu Košice, vstřelil 15 prvoligových branek.

### Prvoligová bilance
| Ročník              | Zápasy | Góly | Minuty | Klub              |
| ------------------- | ------ | ---- | ------ | ----------------- |
| Státní liga 1936/37 | –      | 1    | –      | SK Viktoria Plzeň |
| Státní liga 1945/46 | –      | 14   | –      | ŠK Jednota Košice |
| CELKEM I. ČS. LIGA  | –      | 15   | –      |                   |

## Trenérská kariéra
Po skončení hráčské kariéry se stal trenérem. V sezoně 1959/60 byl trenérem Jednoty Košice v I. lize.